# Hetmanatet (1649–1775)

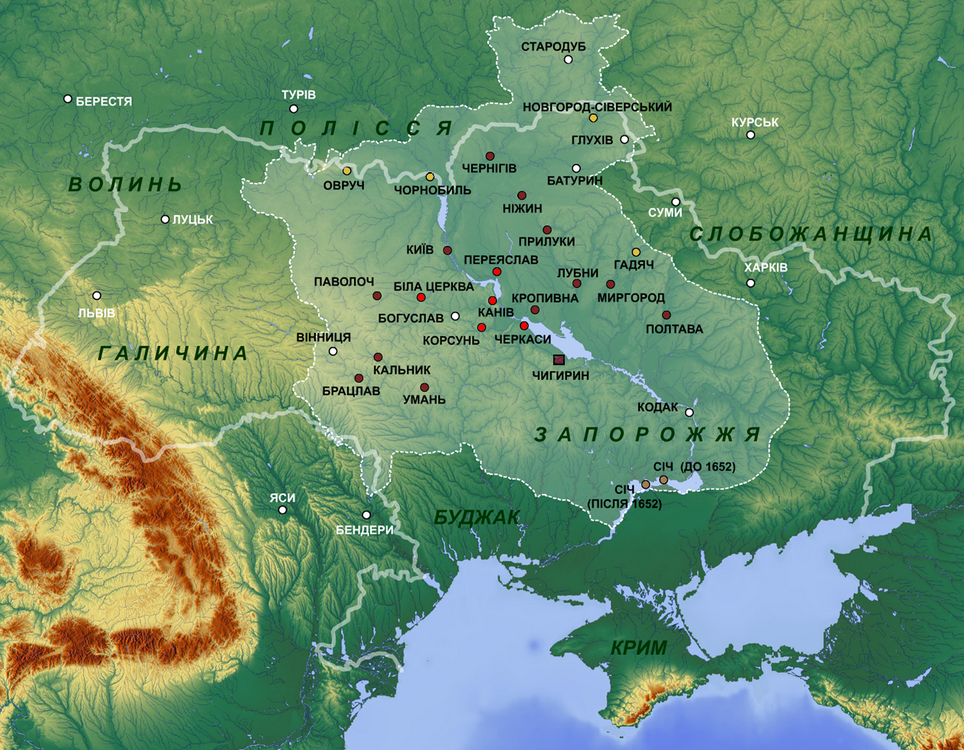
Karta över Hetmanatet

Hetmanatet var ett zaporizjakosackstyre med viss autonomi som existerade i det som idag är Ukraina under perioden 1649–1775.
Året innan Hetmanatet skapades inleddes ett kosackuppror i det Polsk-Litauiska samväldet som också kallades för ”De Båda Nationernas Republik”. Där fanns planer på att det då skulle förvandlas till ”De tre Nationernas Republik” med zaporizjakosackerna upphöjda till samma ställning som den polska och litauiska adeln. Detta accepterade inte majoriteten av samväldets adel som hade ekonomisk vinning i att försöka göra kosackerna till livegna bönder. Detta orsakade det mest omfattande kosackupproret (1648–1654) under Bogdan Chmelnytskyj. 
Upproret blev mycket blodigt och kostsamt för samväldet och gav zaporizjakosackerna en viss autonomi. Redan 1648 kontaktade Chmelnytskyj ryssarna och hörde sig för om en eventuell union med dem. Ryssarna ansåg att tillfället inte var lägligt. Men efter en lång tvekan som varade i flera år antog de hans förslag och röstade (1653) för en union med kosackerna. När så polackerna vintern 1653–1654 var nära att kuva rebellerna ingick kosackerna, i Perejaslav, fördraget med sina rysk-ortodoxa trosfränder. Chmelnytskyj svor trohetseden till Tsarryssland den ryska delegationen med Vasilij Buturlin i spetsen, på ett öppet rådsmöte (normalt hölls rådsmöten enbart inom kosacktoppen) där även gemene man fick delta. Därmed utvecklades kosackupproret till ett omfattande krig mellan Polsk-Litauiska samväldet och Tsarryssland. Zaporizjakosackernas autonomi fortsatte i det lillryska området av Tsarryssland, men kosackerna var splittrade och den bristande lojaliteten mot ryssarna gav under en lång period upphov till många konflikter. 
Under det stora nordiska kriget invaderade Sverige Ukraina, men den svenska armén, som i kampen mot Tsarryssland tagit hjälp av kosackhetmanen Ivan Mazepa som gjorde ett försök att lösriva området, men de besegrades år 1709 i slaget vid Poltava. Från slutet av 1700-talet, under Katarina II:s dagar, krossades kosackerna fullständigt och de lillryska områdena kom då helt under Kejsardömet Rysslands kontroll. I juni år 1775 omringades zaporizjakosackernas Sitj av Katarina II:s styrkor. I slaget blev kosacklägret jämnat med marken och kosackerna dödades eller fördes bort i fångenskap. Kosackernas ledare, kosjovyj (härläger-chef) Petro Kalnysjevskyj, internerades i klostret på Solovetskijöarna. Han tillbringade 25 år i fångenskap, fram till sin död 1803. Den jord kosackerna hade kontrollerat delades ut till ryska adelsmän eller till utländska nybyggare av främst tysk börd men också av serbiskt, bulgariskt och ungerskt ursprung.
En grupp på 5 000 zaporizjakosacker flydde över den osmanska gränsen, som då var belägen vid det nuvarande Moldavien. De stannade i staden Bilhorod ovanför Dnestrs delta och sände därifrån en diplomatisk mission till den osmanske sultanen med en anhållan om att få bli osmanska undersåtar, något som beviljades dem. Sultanen lät dem bygga det Nya Sitj på ett antal öar i Donaudeltat. Nya Sitj växte snabbt och på bara ett år hade kosackhären ökat från 5 000 man till 7 000 man, tack vare flyktingar från Katarina den II:s Ryssland och från de polskstyrda delarna av de etniskt ukrainska områdena på floden Dneprs högra strand. Den ryska regeringen i Moskva ogillade utvecklingen och försökte stävja den genom att utlysa amnesti för flyktingarna och utöva diplomatiska påtryckningar på osmanarna. Man lät också styrkor av ryska donkosacker (de så kallade Nekrasovkosackerna, som i början av 1700-talet bosatt sig bortom Donau) anfalla Nya Sitj.